# جباب
جباب، قرية في حوران، تبعد عن العاصمة دمشق 40كم جنوبا وتتبع ناحية غباغب، منطقة الصنمين، محافظة درعا,. وتقع بين اللجاة وسهل حوران شمالها قرية الموثبين و جنوبها أراضي بلدة خبب ، أرضها الشرقية جزء من حفرة المسمية ذات اللحقيات الرباعية، والغربية جزء من سهل حوران. وفي الشمال مجموعة من التلال منها تل الثورة (672م) وتل الجد (763م) وفي الجنوب الشرقي تلال كلسية تسمى تلال الحمير. يمر منها وادي أبو الخنافس الذي ينتهي إلى المطخ شمال المسمية على بعد 9 كم شمال شرق بلدة الصنمين. إعمارها قديم تدل عليه كنيسة وقصور وقبور وآبار ونقوش وكتابات، يعود معظمها إل العهدين الروماني والبيزنطي. بيوتها القديمة حرية طينية متقاربة، وحجارتها بازلتية سوداء، تؤلف نواة القرية استفادت من حجارة الآثار، وحولها المساكن الحديثة الأسمنتية المتباعدة، . يعمل قسم من السكان بزراعة الحبوب والبقول بعلاً والزيتون حديثاً فضلاً عن اهتمامهم بتربية أعداد محدودة من الأبقار والأغنام والماعز، وفيها بضع مداجن حديثة. ويعمل معظم الشباب في دوائر الدولة وشركات القطاع العام، وساهمت هجرة بعضهم إلى دول الخليج العربي في تطوير القرية ودعمها اقتصاديا . يوجد في جباب شبكة مياه مشروع شقحب على بعد 32 كم منها وفيها خدمات صحية المركز الصحي وهاتفية مركز هاتف جباب الآلي وجمعية فلاحية ووحدة إرشادية . ترتبط ببلدة الصنمين بطريق مزفتة، وإلى شرقها جسر جباب الذي يربطها بقرية المسمية والطريق السريع الدولي (الأوتوستراد) . وفيها محطة جباب للسكك الحديدية (سكة دمشق الحجاز) تعتبر جباب قرية سياحيا نظرا للآثار الموجودة فيها وازدادت أهميتها السياحية بعد اكتشاف مياه معدنية كبريتية بالقرب منها التي تمتاز بتركيبها الكيميائي الثابت غير القابل للتغير وتحتوي على نسبة عالية من المعادن المذابة والشوارد التي من أهمها الكبريت وهي أكثر صحة لجسم الإنسان لاحتوائهأ على كافة العناصر الضرورية لإدامة نمو وحماية جسم الإنسان.
نمت وتطورة جباب في الآونة الأخيرة بحيث جلبت أحدث الصناعات ومنها معمل (تريفيو) للصناعة الإلكترونية
وكذلك إقامة جامعة خاصة للعلوم والتكنولوجيا (جامعة اليرموك الخاصة).
ولموقع جباب أهمية كبيرة فهي تصل بين الطريق القديم (الطريق الغربي) مع الطريق الجديد (اتوستراد درعا الدولي) ويوجد فيها تقريبا (25000) خمس وعشرون ألف نسمة [بحاجة لمصدر].